# Saltovskajina
Saltovskajina es un género de foraminífero bentónico de la subfamilia Parathurammininae, de la familia Parathuramminidae, de la superfamilia Parathuramminoidea, del suborden Fusulinina y del orden Fusulinida. Su especie tipo es Parathurammina scitula. Su rango cronoestratigráfico abarca el Fameniense (Devónico superior).

## Discusión
Algunas clasificaciones más recientes incluyen Saltovskajina en el suborden Parathuramminina, del orden Parathuramminida, de la subclase Afusulinina y de la clase Fusulinata.

## Clasificación
Saltovskajina incluye a la siguiente especie:
- Saltovskajina scitula †